# قلعة غنجعليخان أفشار
قلعة غنجعليخان افشار هي قلعة تاريخية تعود إلى السلالة الصفوية، وتقع في مقاطعة بافت.